# Chandra
Chandra este un oraș în Comore, în  insula autonomă Anjouan. În 2012 avea o populație de 6717, iar la recensământul din 1991 avea 3511 locuitori.